# Yeomen of the Guard

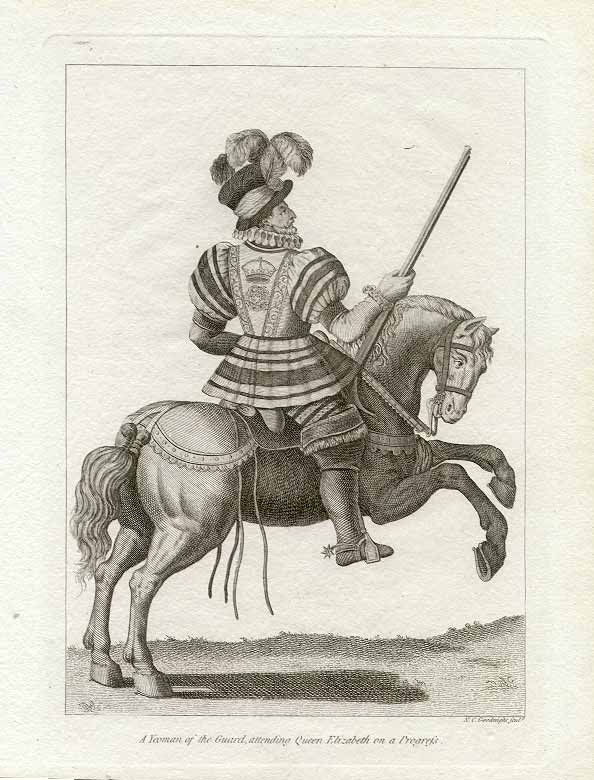
Yeoman of the Guard del regno di Elisabetta I d'Inghilterra.

La King's Body Guard of the Yeomen of the Guard costituisce la guardia personale del sovrano del Regno Unito.

## Storia
Il più antico corpo militare britannico esistente, fu creato da Enrico VII (1457 – 1509) nel 1485 in occasione della battaglia di Bosworth Field. In ricordo della sua origine gli Yeomen vestono ancora le uniformi rosse e dorate dello stile Tudor.
Nel XVIII secolo, 60 Yeomen erano di turno di giorno e 20 di notte. Dal 1813 al 1837 veniva delegata giornalmente una sola divisione. In epoca moderna sono richiesti solo occasionalmente, ricevendo un avviso in anticipo di tre settimane.

## Funzioni
Gli Yeomen of the Guard hanno un ruolo puramente cerimoniale. Accompagnano il sovrano all'annuale Royal Maundy Service, alle investiture, ai parties indetti nel giardino di Buckingham Palace, e così via. Il giorno dello State Opening del Parlamento hanno il compito cerimoniale di cercare simbolicamente con le lanterne i traditori pronti a colpire il sovrano, una tradizione che risale alla Congiura delle polveri del 1605, quando Guy Fawkes tentò di far saltare in aria il Parlamento.
Partecipano a circa trenta occasioni ogni anno.
Tutti gli Yeomen hanno età compresa fra 42 e 55 anni, devono avere carica di sottufficiale, 22 anni minimi di servizio e aver ottenuto la medaglia per lungo servizio e per buona condotta (Long Service and Good Conduct Medal). Raggiunti i 70 anni divengono soprannumerari e non sono più chiamati in servizio. Ci sono di media quattro posti vacanti ogni anno e il Lord Ciambellano ha il compito di suggerire al sovrano i nomi dei possibili sostituti.

## Divisa
L'abito indossato dagli Yeomen in stile Tudor consiste in una tunica rossa con righe porpora e ornamenti di pizzo dorato, pantaloni e calzini rossi; le scarpe sono nere con coccarde rosse, bianche e blu. Davanti e dietro il soprabito sono ricamati l'emblema della Rosa Tudor, lo Shamrock (trifoglio), il Carduus, il motto "Dieu et mon droit" e l'iniziale del sovrano in carica (al momento CR per "Charles Rex"). La cintura con la striscia rossa distingue gli Yeomen of the Guard dagli Yeomen Warders (Beefeater).

## Organizzazione
I componenti del corpo di guardia sono 60 (più 6 funzionari), sorteggiati fra i membri in congedo del British Army, dei Royal Marines e della Royal Air Force, ma non della Royal Navy, i cui membri non fanno giuramento davanti al re ma presso l'ammiragliato. Comunque, quella di Capitano della guardia del corpo del re (King's Bodyguard of the Yeomen of the Guard) è un'investitura politica — il Capitano infatti è sempre nominato Deputy Chief Whip nella House of Lords.
Il Senior Messenger Sergeant Major e Wardrobe Keeper risiede in una casa nel Palazzo di St. James, dov'è responsabile dell'amministrazione del quartier generale e della corrispondenza. Suo assistente è il Messenger Sergeant Major.
Ci sono quattro divisioni, Prima, Seconda, Terza e Quarta, ciascuna con un Divisional Sergeant Major, un Yeoman Bed Goer, un Yeoman Bed Hanger, e 13 Yeomen. Vi sono 73 Yeomen in servizio.

## Nella cultura di massa
Il corpo di guardia ha ispirato un'operetta satirica di Gilbert e Sullivan.